# Aprostocetus dauci
Espèce
Synonymes
- Aprostocetus (Aprostocetus) dauci Graham, 1987[1]

Aprostocetus dauci est une espèce d'insectes hyménoptères de la famille des Eulophidae qui parasite d'autres insectes.

## Description
Rencontrée dans la zone paléarctique, c'est une guêpe solitaire, parasite de cécidomyies dont Lasioptera carophila,,,, une cécidomyie qui crée des galles sur certaines plantes de la famille des Apiacées.

## Publication originale
- (en) Marcus Graham, « A reclassification of the European Tetrastichinae (Hymenoptera: Eulophidae), with a revision of certain genera », Bulletin of the British Museum (Natural History). Entomology, Londres, Musée d'histoire naturelle de Londres, vol. 55, no 1,‎ 27 août 1987, p. 1-392 (ISSN 0524-6431, OCLC 1308526, lire en ligne).